# Neuer Bau (Augsburg)

Ansicht des Neuen Baus um 1900

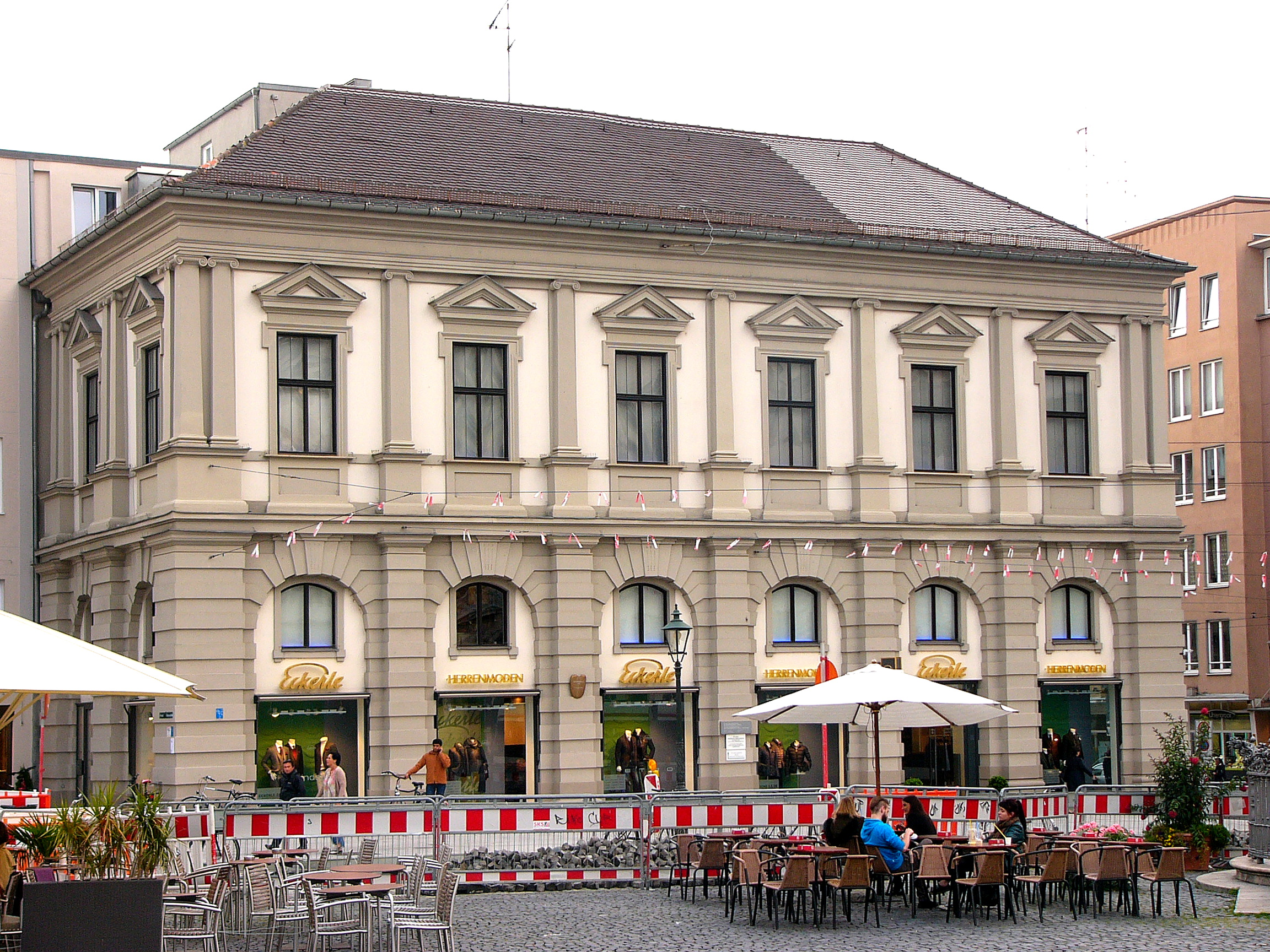
Neuer Bau heute

Der Neue Bau ist ein Gebäude am Rathausplatz in Augsburg. Es wurde 1614 im Rahmen des Stadterneuerungsprogramms von Elias Holl gebaut.

## Geschichte
Zuvor befand sich an dieser Stelle das Metzgerhaus, das Anfang des 17. Jahrhunderts am unteren Perlachberg in Form der Stadtmetzg neu gebaut wurde. Erste Pläne zur Errichtung des neuen Baus gehen bereits auf das Jahr 1593 zurück. Möglicherweise war neben dem Elias Holl auch Johann Matthias Kager an den Entwürfen beteiligt. Die zweigeschossige auf italienische Vorbilder verweisende Fassade war ursprünglich geprägt durch Rundbogenarkaden im Erdgeschoss und Blendpfeiler im Obergeschoss. Zeitgenössische Fotos belegen die frühe Nutzung als Geschäftshaus. Im Vordergrund befand sich der Eiermarkt, seit bayerischer Zeit Ludwigsplatz (heute Rathausplatz) mit dem 1589 errichteten Augustusbrunnen, an dem unter anderem der Eiermarkt abgehalten wurde.
Im Jahr 1876 wurden zwei Geschosse ergänzt und die Frontfassade umgestaltet.
Nachdem der Neue Bau bei den Luftangriffen im Zweiten Weltkrieg völlig zerstört worden war, erfolgte anschließend der Wiederaufbau nach altem Vorbild. Dabei wurde der ursprüngliche Zustand von 1614 wieder hergestellt, jedoch eine Achse tiefer. Dass diese Rückbesinnung in den Jahren des schnellen Wiederaufbaus nicht selbstverständlich war, zeigt unter anderem der Abbruch des historischen Bäckerhauses in unmittelbarer Nähe zum Neuen Bau.